# Мокій Олена Михайлівна
Олена Михайлівна Мокій (7 березня 1940, село Зубряче поблизу Ліська, нині Польща — 11 грудня 1991, село Трибухівці Бучацького району Тернопільської області) — українська селянка, ланкова буряківничої ланки Бучацького радгоспу-технікуму Тернопільської області. Депутатка Верховної Ради УРСР 9—10-го скликань (1975—1985). Герой Соціалістичної Праці (24.12.1976).

## Життєпис
Народилася на Лемківщині. З 1946 року, внаслідок депортації, проживала з батьками в селі Трибухівці поблизу Бучача.
З 1958 року — колгоспниця, ланкова колгоспу Тернопільської області.
З 1961 року — ланкова буряківничої ланки Бучацького радгоспу-технікуму Бучацького району Тернопільської області.
Освіта середня. 1962 року закінчила Трибухівську середню школу.
Померла і похована на одному з цвинтарів у Трибухівцях.

## Нагороди
- Герой Соціалістичної Праці (24.12.1976)
- два ордени Леніна (15.12.1972, 24.12.1976)
- ордени
- медаль «За трудову доблесть» (8.04.1971)
- медалі